# 尖山隧道及沙田嶺隧道

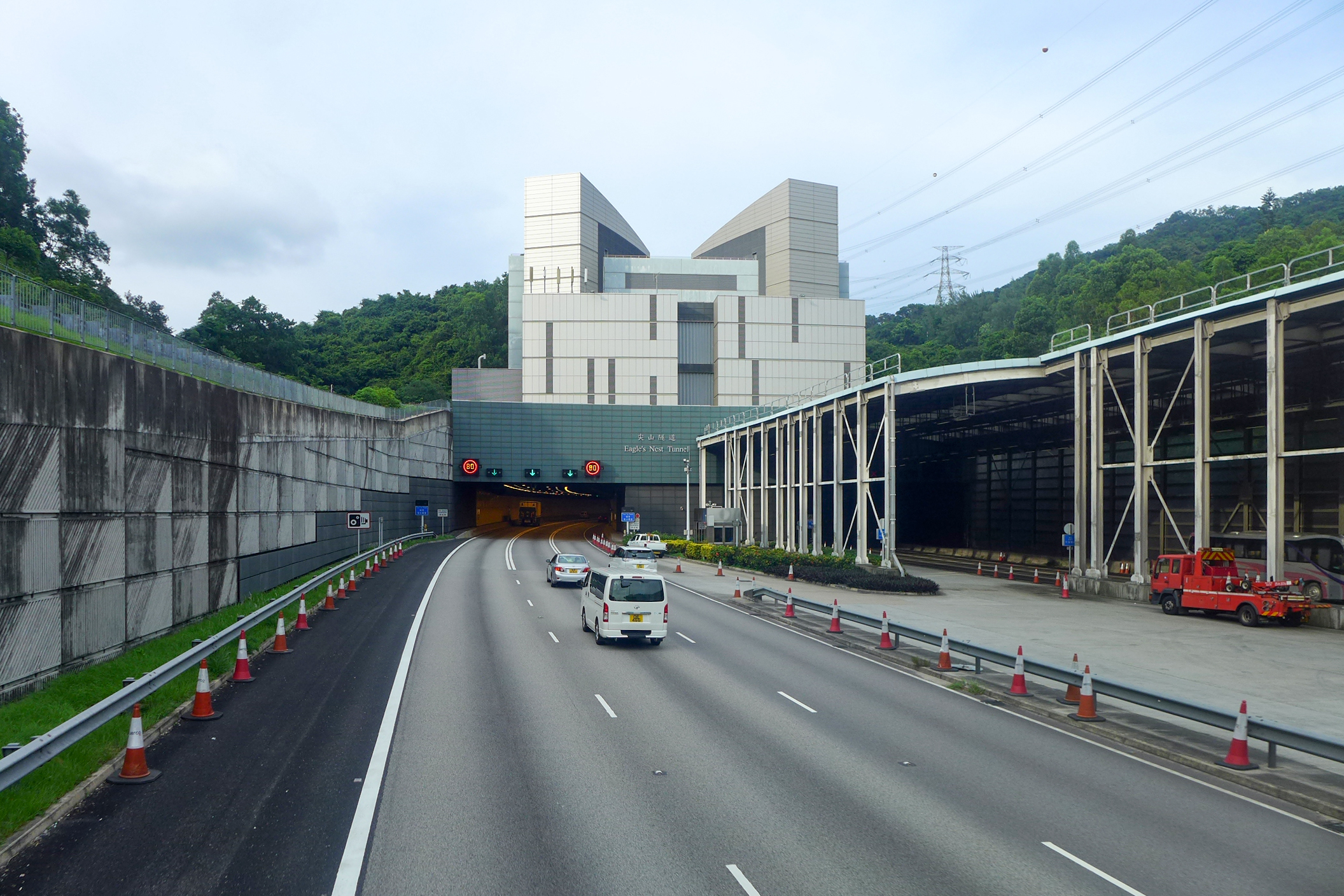
尖山隧道蝴蝶谷入口

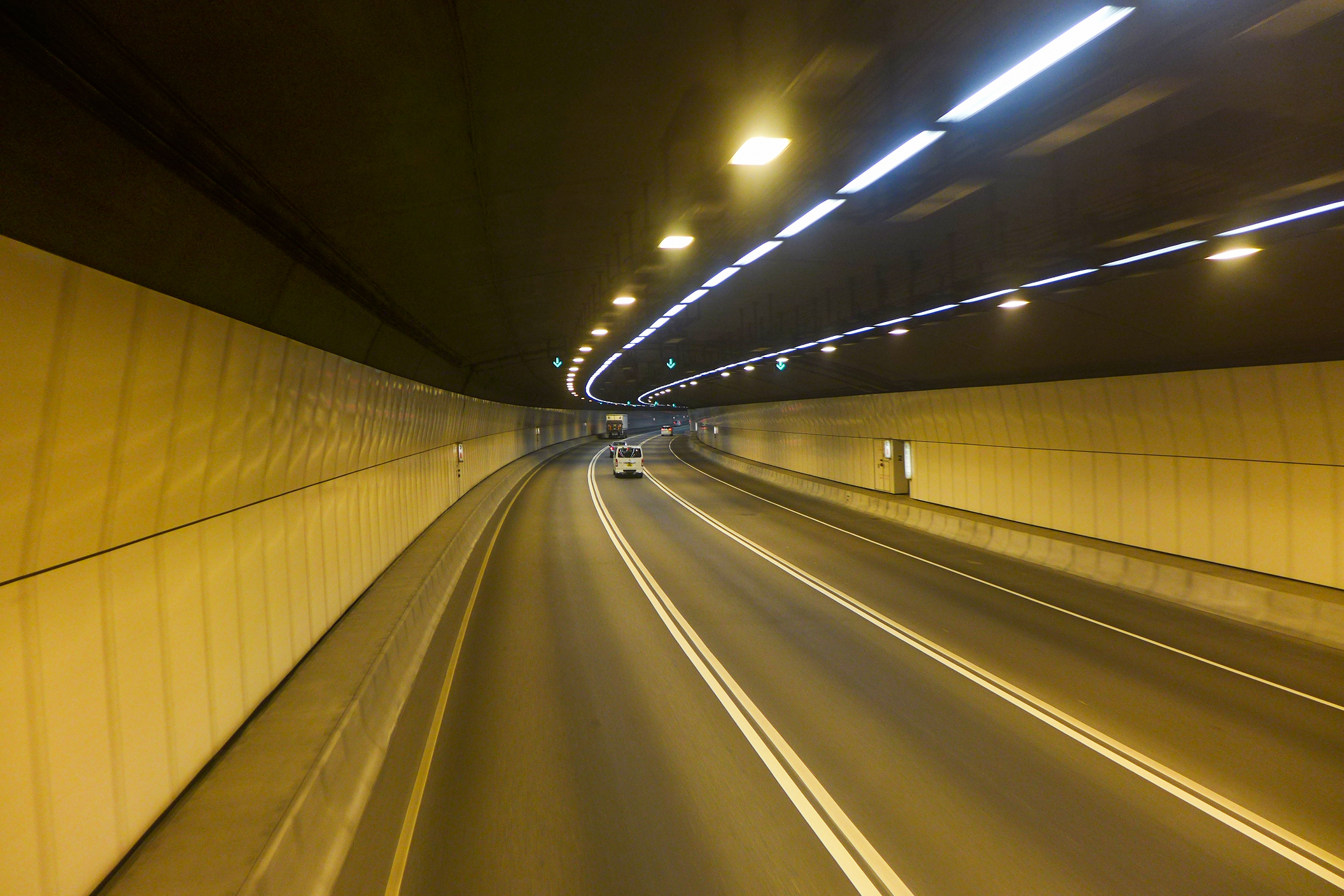
尖山隧道內貌

尖山隧道（英語：Eagle's Nest Tunnel）及沙田嶺隧道（英語：Sha Tin Heights Tunnel），簡稱尖隧、青沙，是香港的一組行車隧道，均為三線雙程分隔雙管隧道，車速限制分別為每小時80公里和70公里，於2008年3月21日早上7時正通車。此組隧道是連接市區與新界東的主要5條道路之一，同樣也是第二組連接九龍西和新界東之行車隧道，另外4條為獅子山隧道、大老山隧道、城門隧道及大埔公路。這兩條隧道是8號幹線青沙公路的主要部份，屬青沙管制區範圍，隧道人員獲授權執行《青沙管制區條例》。

## 路線
尖山隧道由蝴蝶谷開始，穿過尖山和琵琶山，在獅子山郊野公園西面下通過，出口為位於尖山與沙田嶺交界山谷的收費廣場，共有22個收費亭，其中17個為人手收費亭，5個為快易通專用的自動繳費亭；再連接沙田嶺隧道，出口為大圍顯田徑口路與大埔公路交界的東面斜坡，連接青沙公路沙田段之大圍隧道。
2018年5月13日起，駕車人士可以在尖山隧道及沙田嶺隧道的人手收費亭，以八達通或本地發行的非接觸式信用卡（包括Visa payWave、感應式Mastercard及銀聯閃付）拍卡繳付隧道費。
2023年5月7日起，尖山隧道及沙田嶺隧道率先啟用不停車繳費系統「易通行」，取代原有人手收費亭及快易通。
由於車公廟路支路的最左線與大圍隧道匯合的位置已相當接近沙田嶺隧道入口，匯合處提供了250米的切線範圍，所以在沙田嶺隧道大圍入口開始約二百米才開始劃雙白線。而往沙田方向，在出口前100米，只能行走隧道左線的巴士已經可以切線至中線，以便及早選擇取道往顯田的支路或經大圍隧道前往大圍。

## 興建目的
興建目的主要有二；其一是紓緩獅子山隧道、大老山隧道、城門隧道及大埔公路的車流；其二是為前往西九龍、葵涌貨櫃碼頭、青衣島或香港國際機場的道路使用者提供更快捷的路線。兩條隧道及收費廣場均位於青沙管制區內。

## 工程概要
尖山隧道及沙田嶺隧道，是八號幹線長沙灣至沙田段（青沙公路）的其中一個主要部份。工程合約包括：
- 在蝴蝶谷內建造一條長0.5公里的隧道引道；
- 建造1條長2.1公里的尖山隧道；
- 尖山隧道南端出口前（4號逃生門位置，位於大埔公路琵琶山段下方），開挖一條長550m用作通風及應急通道的獨立隧道，通至位於大埔公路、近爾登華庭的出口及通風大樓；
- 建造收費廣場的道路及粉飾工程；
- 建造1條長1公里的沙田嶺隧道；
- 建造車公廟路引道；及
- 其他附屬工程，包括安裝電子及機械工程、渠務工程、土力工程及環境美化工程。

此工程由中國建築-中國中鐵聯營承建。
尖山隧道於2005年10月貫通，於2008年3月21日通車，經該隧道從沙田到尖沙咀的時間，較經獅子山隧道節省15分鐘，在啟用前於2月24日亦曾舉行新界區公益金百萬行，以慶祝八號幹線通車。
2008年1月22日行政會議通過新修訂收費為所有車輛劃一8港元，為其中一條沙田區往來九龍的低收費隧道 （另一條為獅子山隧道）。

## 使用情況
在2019年日平均車流量達61,640架次，每年的車流量均穩步上揚。
| 年   | 總汽車流量 | 日平均流量 |
| ---- | ---------- | ---------- |
| 2008 | 5,201,073  | 18,186     |
| 2009 | 8,635,278  | 23,658     |
| 2010 | 11,585,525 | 31,741     |
| 2011 | 12,898,160 | 35,337     |
| 2012 | 14,482,136 | 39,569     |
| 2013 | 15,620,979 | 42,797     |
| 2014 | 16,977,071 | 45,531     |
| 2015 | 18,301,467 | 50,141     |
| 2016 | 19,879,967 | 54,317     |
| 2017 | 20,955,493 | 57,412     |
| 2018 | 21,954,631 | 60,150     |
| 2019 | 22,498,107 | 61,640     |
| 2020 | 19,973,616 | 54,573     |
| 2021 | 22,172,489 | 60,747     |
| 2022 | 20,190,600 | 55,317     |
| 2023 | 21,756,012 | 59,606     |

## 歷年收費
| 日期                           | 劃一收費 | 劃一收費 |
| 日期                           | 專利巴士 | 其他車輛 |
| ------------------------------ | -------- | -------- |
| 2008年3月21日 至 2019年2月16日 | HK$8     | HK$8     |
| 2019年2月17日 至今             | 免費     | HK$8     |

由2023年5月7日起，收費廣場的人手及自動收費亭已被不停車繳費服務「易通行」取代，私家車車主可直接通過隧道並繳交隧道費。

## 公共交通

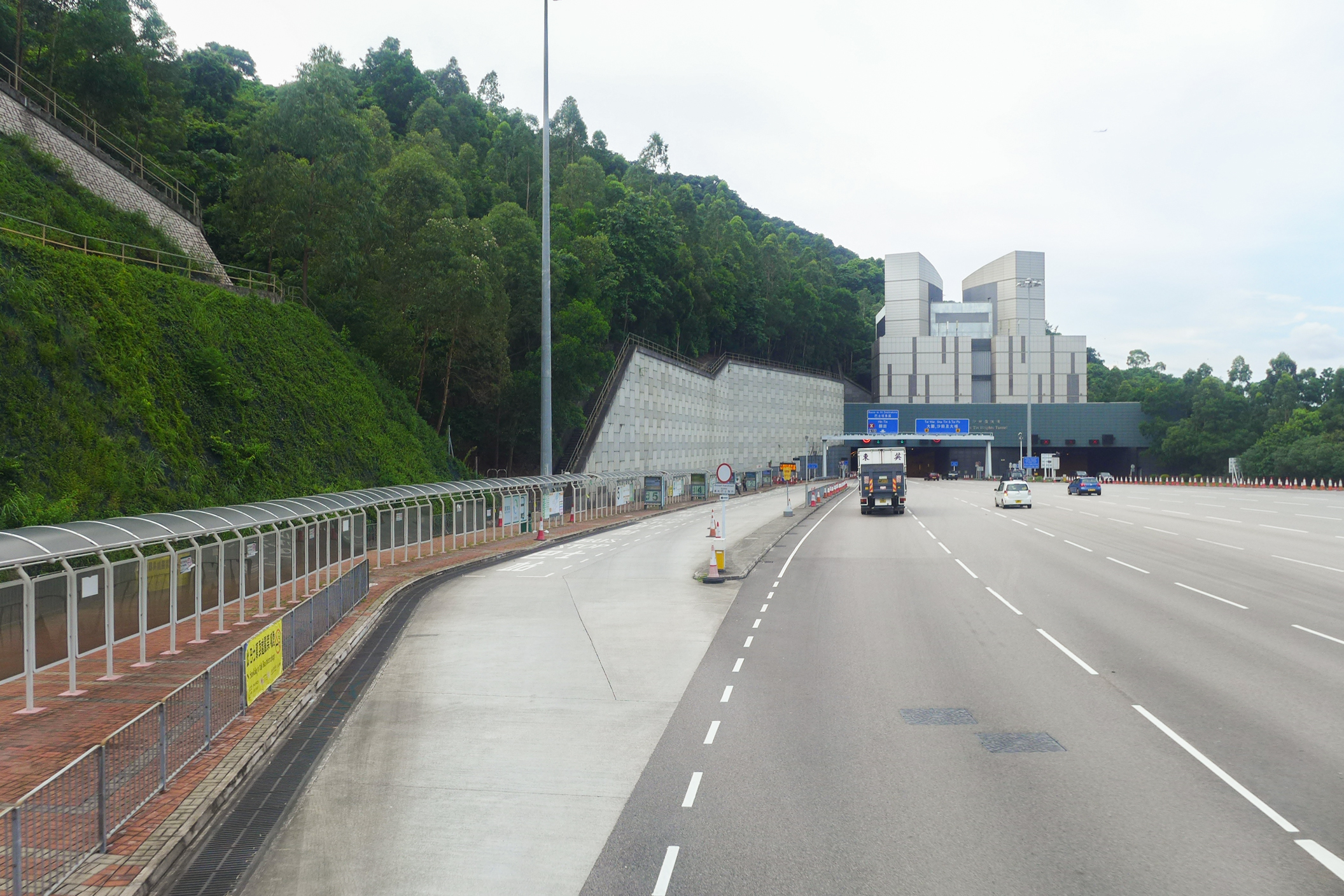
青沙公路轉車站

由2015年1月10日起，尖山隧道及沙田嶺隧道收費廣場開始設置巴士轉乘站，方便乘客轉乘同方向路線，包括240X、249X、270B、270P、286C、286X、287X等，但T270和982X皆不經轉乘站，而272P在同日改經尖山隧道及沙田嶺隧道並加入該轉乘網絡。

### 過海隧道交通
與其他收費行車隧道不同，尖山隧道及沙田嶺隧道在通車時，並無安排任何公共交通工具改經或增闢途經該處的新線，直至2008年6月23日，城巴居民巴士88R於平日星期一至五增闢特快班次，由沙田第一城經沙田嶺隧道、尖山隧道及西區海底隧道，以中環德輔道中近歷山大廈為終點站，成為首條取道該兩條隧道的公共交通服務，不過只是非專利巴士及單向前往港島。在2009年2月25日，運輸及房屋局以書面回覆立法會議員陳克勤提出的質詢時，首次表示會安排九巴的373A（現稱978）改經沙田嶺隧道及尖山隧道往港島，並已於2009年3月30日起實施，成為首條途經尖山隧道及沙田嶺隧道的專利巴士路線。但改經尖山隧道及沙田嶺隧道後，受到沿線（吐露港公路及大埔公路）慣常交通擠塞影響，行車時間反而加長，故此於2010年12月20日起恢復行經大欖隧道。
九巴及城巴亦於2012年8月27日起，開辦982X取代182P，由沙田（愉翠苑）途經新翠邨、車公廟路、青沙公路、西九龍公路、西區海底隧道、中上環、金鐘往灣仔，成為整個新界東首條及唯一一條取道青沙公路往香港島的專利巴士路線，也是第四條取道青沙公路的新界區專利巴士路線。
至於九巴獨營的過海隧道巴士373線，亦由2012年9月3日起，下午班次改由灣仔（會展）開出，經內告士打道、夏愨道、德輔道中、西區海底隧道及青沙公路開往北區，成為首條取道青沙公路，由港島區開往沙田以北新市鎮的專利路線，不過只限下午班次及單向，直至2013年9月7日，因北區區域性巴士路線重組第3階段實施，此路線下午班次總站改為中環（林士街），不再取道青沙公路。
在2014年9月28日受佔領中環示威行動影響，原本經東區海底隧道，大老山隧道的過海隧道巴士680X線暫時改為經青沙公路來往服務。自從373線和373A撤出青沙公路後，再度有取道西區海底隧道及青沙公路的過海隧道巴士路線，也是新巴首條取道青沙公路的巴士路線。至於示威時過海隧道巴士680X線所改道的路線，最終演變成過海隧道巴士980X線。
307線被抽出兩架巴士來開辦307C線由大埔頭取道青沙公路和西區海底隧道直達港島，以紓緩307線的大老山隧道、觀塘繞道、鯉魚門道、東區海底隧道的繁忙時間的擠塞情況，路線已於2015年2月9日開辦，但與982X一樣，不停青沙公路巴士轉乘站。
305線投入服務22年來，一直途經獅子山隧道、窩打老道、公主道及紅隧，因上述道路在上午繁忙時間經常出現交通擠塞，增加行車時間，運輸署有見及此，於2015年1月中提出把該線改經青沙公路、連翔道及西區海底隧道直達港島，並更改路線編號為985線。路線於2015年8月22日開辦，成為新巴首條官方正式途經青沙公路的特快巴士路線，改道後成功吸引大量上班族乘搭，客量大增，更於2019年4月29日分拆成985A線及985B線。
2017年2月20日，過海隧道巴士980X線及981P線開辦，並途經青沙公路。因應新線開辦，途經東區海底隧道的681P線逢星期一至五班次由8班調整為7班。
2020年1月20日，307B和307C線更改路線編號為907B和907C線,907C線增設下午回程服務。
2021年4月26日，過海隧道巴士900線及989線開辦，並途經青沙公路。
2021年5月10日，682X線下午回程服務更改路線編號為過海隧道巴士988線。
2021年12月13日，過海隧道巴士900線來回方向延長服務時間，另外亦新增星期六服務及修訂分段收費。
2022年1月26日，過海隧道巴士979線開辦;同年7月18日增設下午回程服務。
2022年5月3日，過海隧道巴士982C線開辦。
2022年10月3日，過海隧道巴士986線開辦。
2024年8月19日，過海隧道巴士987線投入服務，取代986及989線的回程班次。
2024年10月28日，過海隧道巴士907D線開辦。

### 其他交通
九巴已於2010年7月26日開辦249X（前稱49S），來往沙田市中心及青衣站，經長安、長亨、長青、長康、八號幹線、大圍，終點站在博康邨，開辦後成為首條途經昂船洲大橋及來回程均途經尖山隧道和沙田嶺隧道的九巴路線。
九巴亦於2010年12月13日起，開辦270P，由上水途經清河邨、粉嶺南、青沙公路、大角咀、旺角、油麻地、佐敦往中港碼頭。為配合270A線延長至尖沙咀東（麼地道），於2012年6月11日起改往九龍站，成為整個新界東首條及唯一一條取道青沙公路往九龍市區的專利巴士路線，也是第三條取道青沙公路的新界區專利巴士路線。
龍運巴士則基於改道會增加巴士路線行車時間而不安排旗下巴士路線取道八號幹線，但在2015年開始改變主意，在2015-2016年度巴士路線發展計劃中，運輸署因應大埔區的地區發展以及白石角一帶住宅項目相繼落成；因此建議開辦A47線，由大埔（富亨）至機場（地面運輸中心）；利用大埔公路沙田段、青沙公路、昂船洲大橋、南灣隧道直達東涌區和香港國際機場；來回程各開1班。在成功開辦後，此線成為龍運巴士唯一一條途經青沙公路、昂船洲大橋、南灣隧道的機場巴士路線，亦成為第一條走畢整條8號幹線的巴士路線。（此路線原定於2015年夏季中實施，唯獨於E41線的巴士資源不足，直至於2015年12月19日才可以解決問題和正式實施。）惟此線客量低迷，最終由同樣走畢整條8號幹線的A47X線取代，另外，在2020-2021年度巴士路線發展計劃中，建議開辦經青沙公路的A42 （往黃泥頭）和A46 （往駿景園），連同現有的A41、A41P、NA40、NA41、N42、N42A一併改經青沙公路，意味著經城門隧道的機場巴士A、NA和N線全面撤出 （若改道後荃灣德士古道沿線減少嘈音風險）,但只有E線提供，最終，A41P率先在2023年9月17日起改經青沙公路，其餘A線包括A41則於2023年12月3日起同步進行。
於《2012-13年巴士路線發展計劃》，青沙公路將首次出現2條全日巴士路線，分別為來往顯徑至深水埗的286X，及來往博康至佐敦道的287X，兩線並將於青沙公路收費廣場設置巴士轉乘站，方便乘客互轉兩線。其中286X率先於2012年12月1日起投入服務，而287X線經拖延1年多後，最終亦於2014年8月23日起投入服務。
由2013年8月19日起，九巴再新增一條取道青沙公路的新線270B，來往上水及深水埗，以配合北區區域性巴士路線重組第一階段實施。於2018年12月升格至全日服務，為上水及粉嶺居民提供全日往返青沙公路轉車站的路線。
為紓緩港鐵東鐵綫繁忙時段擠迫情況，九巴於2014年8月25日以試辦形式開辦一條新界市區晨早特快巴士路線T270，由上水單向開往尖沙咀東（麼地道）。
此外九巴於《2014-15年度巴士路線發展計劃》建議開辦272X線及280X線，前者作為72X早上特別班次，經青沙公路及西九龍公路直達奧運站及旺角，後者則為全日路線，取代280P的服務，直達佐敦及尖沙咀。272X線於2015年1月10日投入服務(於2018年6月加設下午加回程服務，2022年10月升格至全日服務，為大埔居民提供全日往返青沙公路轉車站的路線)，280X線於2015年1月24日投入服務。
九龍巴士T270線與2009年3月30日至2010年12月19日的373A線（現稱978線）一樣，受到吐露港公路及大埔公路慣性交通擠塞影響致客量一直低迷，終在2015年8月31日起改經大欖隧道而不再行經青沙公路。
2014年12月6日，九龍巴士286C線開辦，於平日繁忙時間來往馬鞍山（利安邨）及深水埗。於2020年3月升格至全日服務，為馬鞍山居民提供全日往返青沙公路轉車站的路線。
2014年12月15日，九龍巴士240X線開辦，星期一至五上午繁忙時間由黃泥頭經青沙公路前往長沙灣商貿區及葵芳。於2017年9月加設回程服務。
2015年1月10日，九龍巴士272P線改經青沙公路。於2021年8月設加回程服務。
2015年10月3日，九龍巴士270S線線改經青沙公路，成為首條於深宵行經青沙公路的巴士路線，直至2024年12月3日，此路線改經獅子山隧道，不再經青沙公路。
2017年2月14日，九龍巴士N283線開辦，經青沙公路、美林邨、水泉澳邨前往黃泥頭，成為繼270S線後第二條於深宵行經青沙公路的巴士路線。
2017年10月9日，九龍巴士272E線開辦。2021年1月25日，九龍區總站延長至旺角（柏景灣）。
2018年1月22日，九龍巴士38B線（原訂稱48A線，後為與海濱花園38系的編號統一而改為現稱）投入服務，成為首條以荃灣為總站，並途經青沙公路的巴士路線；亦成為迄今編號最小及唯一一條3字頭的沙田區巴士路線。
2018年9月23日，隨高鐵香港段通車，九巴開辦九龍巴士W3線往返上水、大埔、沙田及西九龍站，為首條北區巴士全日取道尖山隧道的路線，惟本線不在此站設轉車優惠。
在2020年代，九巴更為積極開辦經青沙公路的巴士路線，2020年7月20日，九龍巴士87D線的星期一至五下午繁忙時間其中兩班車改為經青沙公路的，並更改編號為287D線。
2021年2月7日，九龍巴士287P線開辦。
2021年5月10日，龍運巴士E43線開辦。
2021年11月30日，城巴79X線開辦。2022年1月26日加強來回程的服務。
2022年2月7日，九龍巴士281E線開辦。
2022年8月8日，龍運巴士E43線改經屯門赤鱲角隧道，不再經青沙公路。
2023年8月21日，城巴79P線開辦。
2023年9月17日，龍運巴士A41P線改經青沙公路。
2023年12月3日，龍運巴士A41線改經青沙公路，另外開辦A42及A46線。
2024年5月5日，九龍巴士286A線開辦。
2024年7月15日，九龍巴士271A線開辦。
2025年3月17日，九龍巴士81X線開辦。
2025年5月26日，九龍巴士286D線開辦。

## 轉乘優惠
| 第一／二程路線                                                                                                 | 方向               | 優惠車資                 | 時限    |
| --- | ------------------ | ------------------------ | ------- |
| 38B、81X、240X、249X、270B、270D、270P、271A、272E、272P、272X、280X、286A、286C、286D、286P、286X、287P、287X | 往九龍             | 首程或次程車資中的較高者 | 150分鐘 |
| 38B、240X、249X、270B、270D、271A、271X、272E、272P、272X、280X、281E、286C、286D、286X、287D、287X            | 往沙田／大埔／北區 | 首程或次程車資中的較高者 | 150分鐘 |

注意事項
- 乘客須使用同一張八達通卡享用以上轉乘優惠。
- 乘客只可以於青沙公路轉車站巴士站享用以上轉乘優惠。
- 優惠只適用於同一方向，但不適用於轉乘同一路線。
- 12歲以下小童及65歲或以上長者優惠額折半計算。
- 使用九巴月票的乘客，如在青沙公路轉車站轉乘，會被扣除額外1程合資格車程。

## 圖集

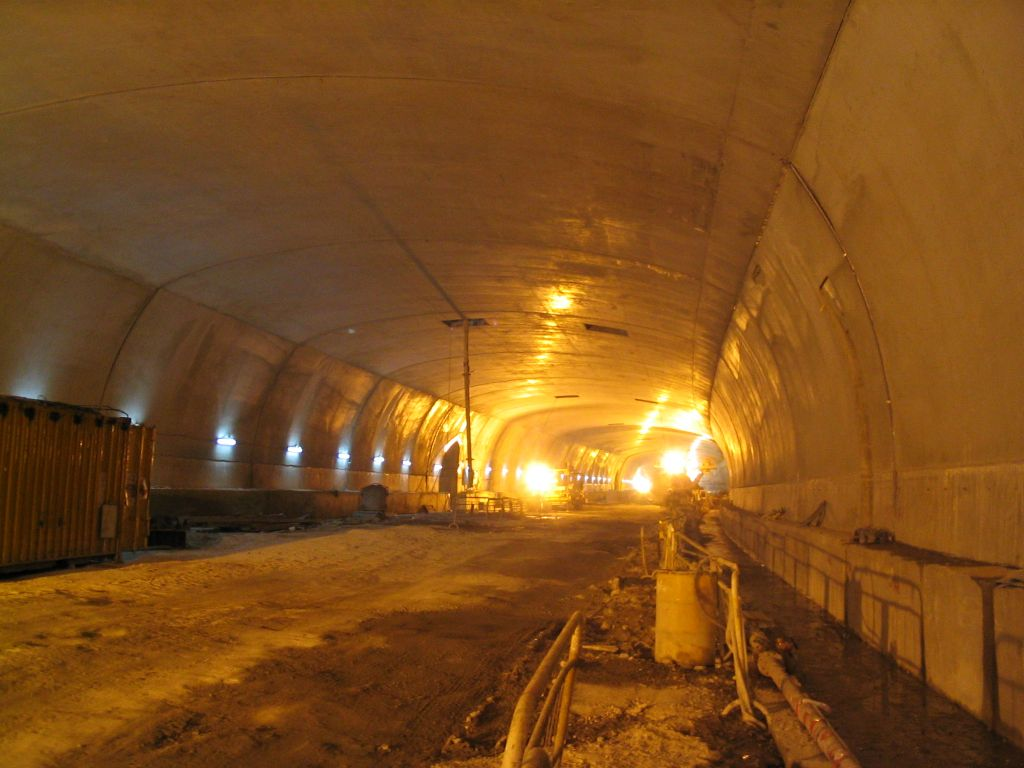
建築中的沙田嶺隧道往荔枝角方向管道，此圖攝於2005年10月。

## 其他
於2020年9月30日凌晨，負責運送港鐵東鐵綫現代列車第12編組（D034/D036）的車隊取道尖山隧道、沙田嶺隧道及大圍隧道進入沙田，是全港首次經由行車隧道進行列車運送。由於是次陸送成功，往後同款列車車卡均經由同一路徑送往港鐵何東樓車廠。

## 外部連結
- 香港路政署：八號幹線 - 長沙灣至沙田段工程

| 论 编 | 香港8號幹線 |  |
| |             |  |
| 青沙公路（包括南灣隧道、昂船洲大橋、尖山隧道、沙田嶺隧道及大圍隧道） – 長青公路 – 青衣西北交匯處 – 青嶼幹線（包括汲水門大橋、馬灣高架道路、青馬大橋） – 北大嶼山公路 |             |  |
| |             |  |

| 论 编 | 青沙管制區 |  |
| |            |  |
| 青衣西北交匯處 - 長青公路 - 青沙公路（包括西青衣高架道路、南灣隧道、東青衣高架道路、昂船洲大橋、昂船洲高架道路、荔枝角高架道路、尖山隧道、青沙公路轉車站、沙田嶺隧道及大圍隧道） |            |  |